# Héctor Yupanqui
Héctor Yupanqui (Lima, 20 de outubro de 1962) é um ex-futebolista peruano que atuava como goleiro.

## Carreira
Héctor Yupanqui integrou a Seleção Peruana de Futebol na Copa América de 1995.